# La llum d'Elna
La llum d'Elna és una pel·lícula per a televisió catalana de 2017 dirigida per Sílvia Quer.

## Argument
Té lloc l'any 1942 i explica la lluita de Elisabeth Eidenbenz per salvar la maternitat suïssa d'Elna, una maternitat situada a Elna, a la Catalunya del Nord, que va acollir dones refugiades de la guerra d'Espanya, i a continuació de la Segona Guerra Mundial.

## Repartiment
- Noémie Schmidt: Elisabeth Eidenbenz
- Nausicaa Bonnín: Victòria
- Natalia de Molina: Carmen
- Blanca Romero: Maya
- Nora Navas: Aurora
- Max Sampietro: Pat
- Abril Álvarez: Neus
- Albert Fernandez: David
- Marie Fontannaz: Raquel
- Marie-Christine Friedrich: Friedel
- Stéphanie Schneider: Sabine
- Jean Claude Ricquebourg: el gendarme
- Oriol Genís: Sr. Mathieu

## Premis
2018: Gaudí a la millor pel·lícula per televisió